# Luis Eduardo Aute
Luis Eduardo Aute Gutiérrez (Manila, 13 settembre 1943 – Madrid, 4 aprile 2020) è stato un cantante, musicista, regista e poeta spagnolo.

## Discografia
- Diálogos de Rodrigo y Gimena (RCA-Victor, 1968)
- 24 Canciones Breves (1967-68) (RCA-Victor, 1968)
- Álbum 1966-67 (1972)
- Rito (Ariola, 1973)
- Espuma (Ariola, 1974)
- Babel (Ariola, 1975)
- Sarcófago (Ariola, 1976)
- Forgesound (Ariola, 1977)
- Albanta (Ariola, 1978)
- De Par en Par (Ariola, 1979)
- Alma (Movieplay, 1980)
- Fuga (Movieplay, 1981)
- Entre Amigos (Movieplay, 1983)
- Cuerpo a Cuerpo (Ariola, 1984)
- Nudo (Ariola, 1985)
- 20 Canciones de Amor y un Poema Desesperado (Ariola, 1986)
- Templo (Ariola, 1987)
- Segundos Fuera (Ariola, 1989)
- Ufff! (Ariola, 1991)
- Slowly (Ariola, 1992)
- Mano a Mano (Ariola, 1993)
- Alevosía (Virgin, 1995)
- Paseo por el amor y el deseo (1996)
- Aire/Invisible (Virgin, 1998)
- Querencias (2001)
- Alas y Balas (Virgin, 2003)
- Auterretratos Vol. 1 (BMG Ariola, 2003)
- Auterretratos Vol. 2 (BMG Ariola, 2005)
- A día de hoy (BMG Ariola, 2007)
- Auterretratos 3 (BMG Ariola, 2009)
- Intemperie (2010)
- El niño que miraba el mar (2012)

## Pubblicazioni
Raccolte di poesie
- La matemática del espejo (Edició Ángel Caffarena, Málaga, 1975)
- Canciones y poemas (Demófilo, 1976)
- La liturgia del desorden (Hiperión, Madrid, 1978)
- Canciones (Hiperión, Madrid, 1980. Edición revisada, 1988)
- Templo de carne (1986)
- Canciones 2 (Hiperión, Madrid, 1991)
- Animal (Disco-libro) (Editorial El Europeo/Allegro, Madrid, 1994)
- Animal Dos (Libro-Vídeo) (Plaza/Janés, Madrid, 1999)
- Cuerpo del delito. Canciones (1966-1999) (Celeste, Madrid, 1999)
- Volver al agua. Poesía completa (1970-2002) (Sial, Colección Contrapunto, Madrid, 2002)

## Filmografia
- Senses (cortometraje, 1961)
- Minutos después (cortometraje, 1970)
- Chapuza 1 (1971)
- A flor de piel,  (cortometraje, 1975)
- In Memoriam (1977)
- El vivo retrato
- El muro de las lamentaciones - cortometraggio (1986)
- Delirio 2, episodio del film Delirio d'amore (1986)
- La pupila del éxtasis (1989)
- Un perro llamado Dolor (2001)